# Die Firma dankt

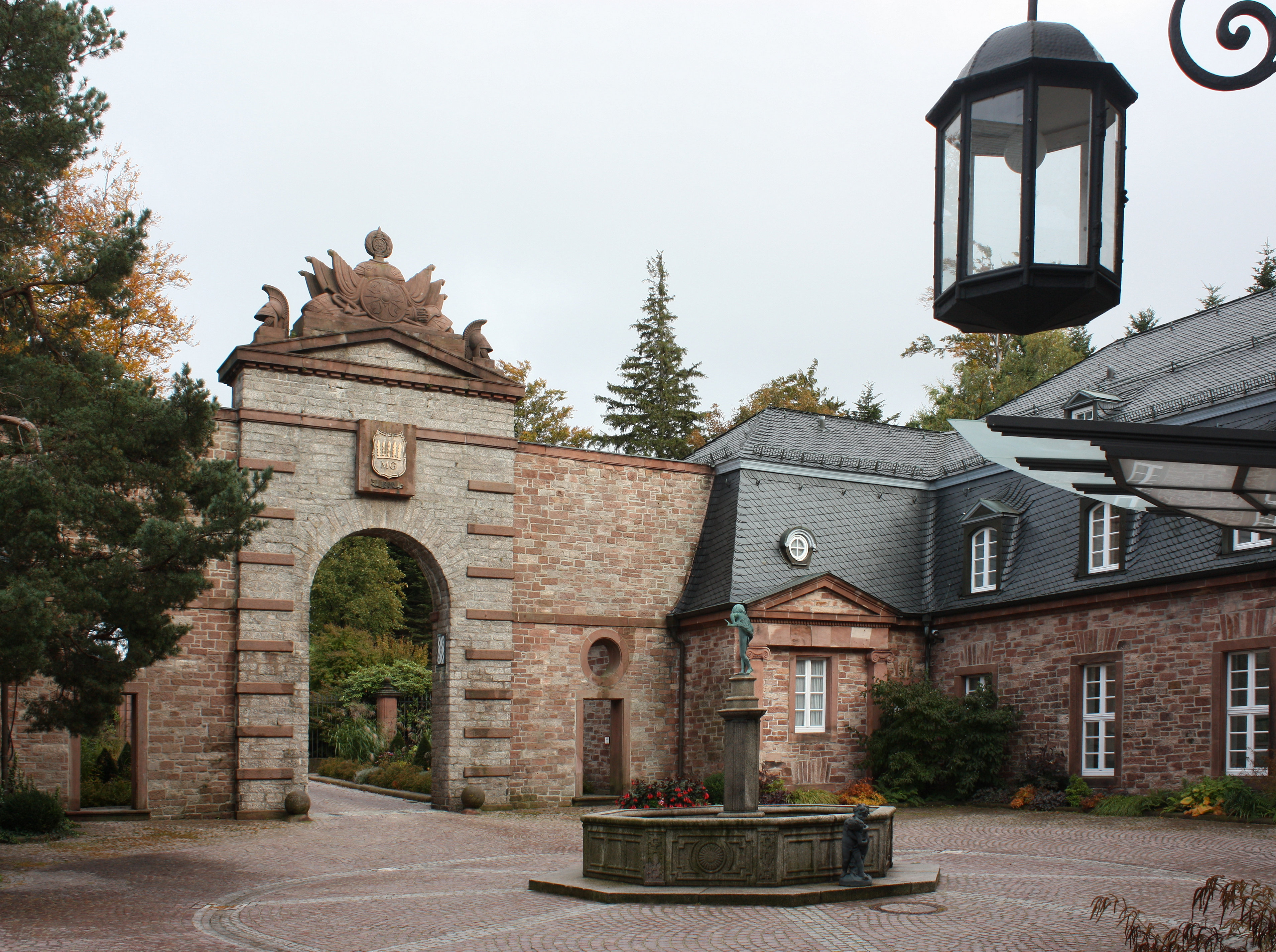
Das Schlosshotel Bühlerhöhe war Drehort für den Firmensitz, an dem das Wochenendseminar stattfindet

Die Firma dankt ist ein deutscher Fernsehfilm aus dem Jahr 2017. Thomas Heinze spielt die Hauptrolle in dieser Wirtschaftssatire. Dabei handelt es sich um die Verfilmung eines Bühnenstücks von Lutz Hübner und Sarah Nemitz. 

## Handlung
Die Firma, in der Abteilungsleiter Adam Krusenstern seit knapp 20 Jahren arbeitet, ist von internationalen Investoren übernommen worden. Adams Kollegen sind alle gekündigt worden, er ist als einziger Mitarbeiter zu einem Wochenendseminar im Firmensitz, einem großen abgelegenen Schlosshotel, eingeladen worden. Adam möchte alles versuchen, um seine Arbeit zu behalten. Gleichzeitig muss er sich darum kümmern, dass sein Sohn irgendwo übernachten kann, da er dieses Wochenende bei ihm gewesen wäre. Da Adams Mutter offenbar dement ist, gestaltet sich die Unterbringung des Sohnes schwierig.
Mit einem Wochenendseminar, so wie Adam es kennt, haben die Vorgänge jedoch wenig zu tun. John und Ella, die Vertreter der neuen Firmenbesitzer, vermitteln Adam, er solle sich entspannen und alles wie einen Urlaub betrachten. Sie machen ihm aber auch Vorwürfe, er würde sich nicht einbringen. Von der Assistentin Mayumi erhält Adam zwar fortwährend Unterweisung, aber nicht alle Informationen, was ihn teilweise schlecht dastehen lässt. Der junge Sandor, den Adam für einen Praktikanten hält, nimmt auch an dem Wochenende teil. Er hat wenig mit Adam gemeinsam, ist flegelhaft und hat keine Manieren. Adam fühlt sich durch ihn provoziert. Immer noch möchte Adam sich beweisen, aber ihm ist nicht klar, was er überhaupt machen soll.
Adam versucht, gewohnte Arbeitsroutinen anzuwenden, und lädt alle Teilnehmer zu einem klassischen Meeting mit Flipchart ein. Er macht wie gewohnt Vorschläge, doch diese kommen bei den vier anderen Teilnehmern nicht an. Nur sein Vorschlag einer Party findet Anklang. Es stellt sich heraus, dass Sandor als vielversprechender und stark umworbener Absolvent bereits im Vorstand der Firma ist und er Adam nur deshalb zu dem Wochenende eingeladen hat, weil ihm der Nachname Krusenstern gefiel. Adam ist klar, dass alles, was er in der Firma erreicht hat, belanglos ist. Nachdem John auf der Party Adam etwas ins Glas mixt und Adam am nächsten Tag nur mit verschwommenen Erinnerungen aufwacht, wird er entlassen. Kurz danach kommt es zu Handgreiflichkeiten mit Sandor, was diesem irgendwie imponiert. Ihm gefallen die Oldschool-Methoden von Adam. Er entlässt John und Ella, Adam hat seinen Job zurück. Doch dieser verabschiedet sich und verlässt das Hotel. Er steigt in den Wagen, diesmal chauffiert er erstmals seinen Fahrer.

## Produktion
Der Film wurde in der Zeit vom 20. März 2016 bis zum 18. April 2016 in Baden-Baden gedreht. Als Kulisse diente das Schlosshotel Bühlerhöhe. Erstmals aufgeführt wurde der Film am 26. Juni 2017 beim Filmfest München.

## Rezeption

### Kritiken
Das Lexikon des internationalen Films kommt zu folgender Bewertung: „Dezent surreale Satire auf die moderne Arbeitswelt nach einem erfolgreichen Theaterstück, die durch spitzzüngige Pointen und ausgezeichnete Darsteller für sich einnimmt. Allerdings entzieht sich der Film verbindlichen Aussagen und belässt es bei einer um sich selbst kreisenden Parabel.“
Tilmann P. Gangloff bewertet Die Firma dankt bei tittelbach.tv mit insgesamt 5 von 6 Sternen. Der Protagonist Adam Krusenstern befinde sich in einer kafkaesken Situation, bekomme fortwährend widersprüchliche Signale und kämpfe so seinen aussichtslosen Kampf. John und Ella seien hierbei würdige Gegenspieler. Regisseur Harather sei die Adaption des Bühnenstücks vorbildlich gelungen, wobei man dem Film aufgrund seiner Bildgestaltung am ausgewählten Drehort nicht ansehe, dass er auf einem Bühnenstück basiert. Gangloff vergleicht den Film mit Zeit der Kannibalen, er sei wie dieser „eine ausgesprochen kluge Wirtschaftssatire und darüber hinaus eine gnadenlose Abrechnung mit dem Jugendwahn.“ Er schließt mit den sehr lobenden Worten: „Der Kritiker dankt.“

### Einschaltquoten
Die Fernsehausstrahlung im Ersten am 28. Februar 2018 sahen 2,92 Millionen Zuschauer, was einen Marktanteil von 8,8 % bedeutete.